# Abe no Seimei
Pour les articles homonymes, voir Seimei.
 (octobre 2015).
Si vous disposez d'ouvrages ou d'articles de référence ou si vous connaissez des sites web de qualité traitant du thème abordé ici, merci de compléter l'article en donnant les références utiles à sa vérifiabilité et en les liant à la section « Notes et références ».
Abe no Seimei (安倍晴明, Abe no Seimei, se lit aussi Abe Haruakira) (921 au temple Abemonju-in à Sakurai-1005?) est un onmyōji, un spécialiste du onmyōdō (une pratique occulte), au milieu de l'époque de Heian au Japon. En plus de sa prédominance dans l'histoire du Japon, c'est un personnage légendaire du folklore japonais et on l'a dépeint dans nombre d'histoires et de films.
Après la mort de Seimei, l'empereur a fait ériger un sanctuaire shintō, le Seimei-jinja. Il se situe là où se trouvait sa demeure, avenue Horikawa à Kyoto, et ce  jinja s'y trouve toujours.

## Culture populaire
- Shōnen onmyōji est un anime mettant en scène Abe no Masahiro, le petit-fils de Abe no Seimei.
- Onmyôji est un manga en 13 volumes de Baku Yumemakura (scénario) et Reiko Okano (dessin) qui relate les aventures d'Abe no Seimei.
- Il apparaît dans Gintama des épisodes 195 à 199 et dans les chapitres 282 à 289.
- Il a inspiré le personnage d'Asakura Hao du manga Shaman King.
- Abe no Seimei est aussi un personnage qui apparait dans le manga Nura : Le Seigneur des Yokaï en tant qu'antagoniste de l'histoire. Il est aussi appelé Nue dans ce manga.
- Il a inspiré le personnage de Yutas dans l'animé Abenobashi maho shotengai (dans le dernier épisode on découvre qu'il est Abe no Seimei)
- Il est cité comme étant l’ancêtre de Satoru Kondo, un personnage fictif du blog Kakurenbô
- Abe no Seimei est évoqué dans le manga Twin Star Exorcists et apparaît dans le chapitre 15. Dans ce manga, Seimei est une femme d’apparence enfantine et serait la mère du protagoniste.
- Abe no Seimei est le personnage ennemi principal dans le jeu Oreshika: Tainted Bloodlines (en) sur Playstation Vita.
- Abe no Seimei est aussi l'un des protagonistes de Beast of East.
- C'est aussi un personnage du jeu warriors orochi 3 ultimate
- Il incarne aussi un mitama dans Toukiden the Age of Demon
- Il apparaît également dans le manga Drifters, en tant que chef de l'organisation Octobre, un groupe de mages aidant les Drifters.
- Il apparaît également dans Tokyo Ravens, comme l'ancestre incarné du héros principal.
- Il est nommé dans 20th century boys comme un sujet d'étude que les élèves peuvent choisir
- Il est le personnage principal du jeu Onmyōji.
- C'est le nom sous lequel se présente Caster of Limbo dans le jeu mobile Fate/Grand Order.
- Il est lié à Miyako Arata dans Mayonaka no Occult Koumuin.
- Il l'un des personnages principaux de l'anime Otogizōshi.